# Villa Théodore-Deck
La villa Théodore-Deck est une voie du 15e arrondissement de Paris, en France.

## Situation et accès
La villa Théodore-Deck est une voie située dans le 15e arrondissement de Paris. Elle débute au 10, rue Théodore-Deck et se termine en impasse.

## Origine du nom

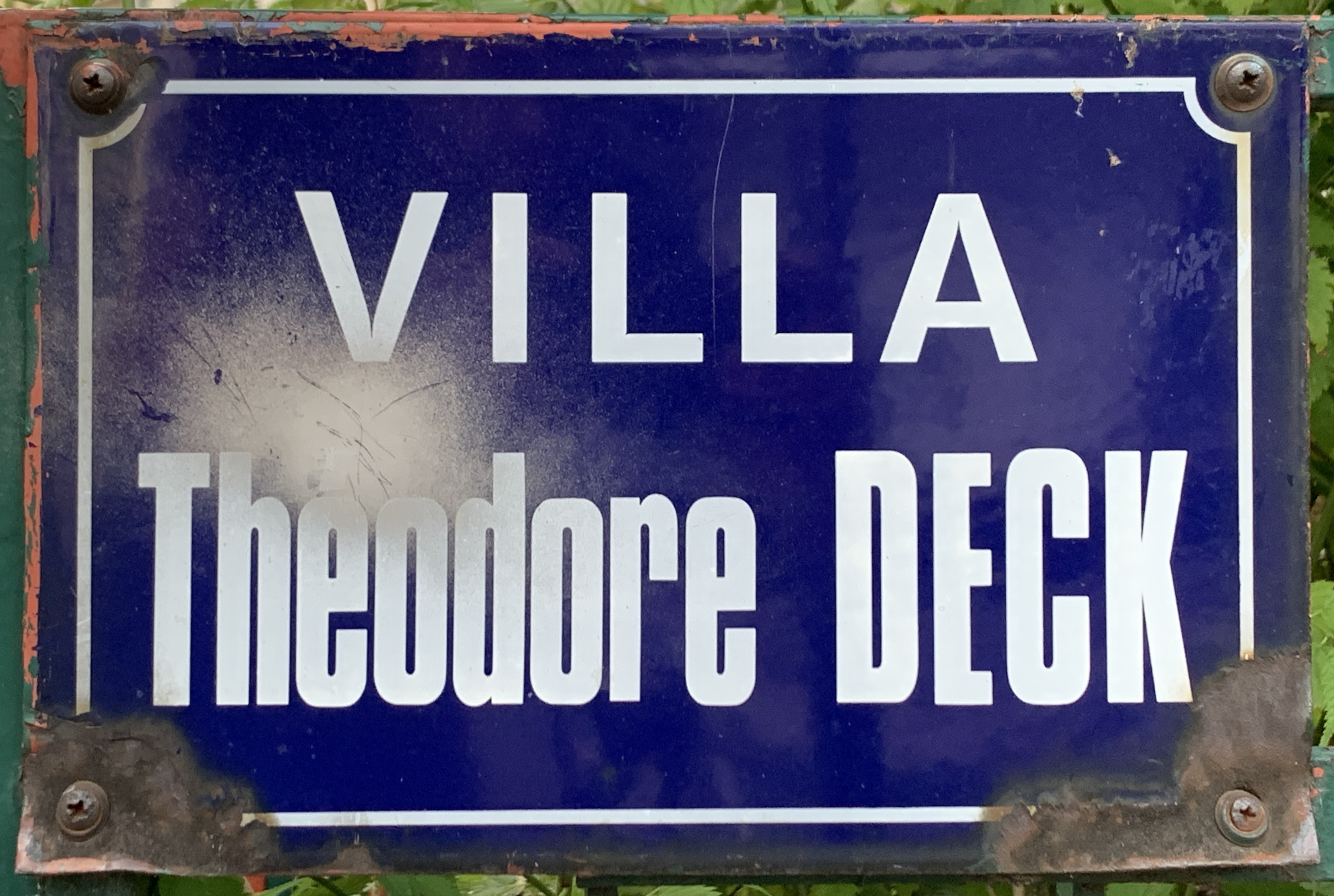
Plaque de la villa.

Elle doit son nom au voisinage de la rue Théodore-Deck qui porte le nom du céramiste, administrateur de la manufacture de Sèvres Théodore Deck (1823-1891).

## Historique
La voie est créée et prend sa dénomination actuelle en 1894.